# 略韦拉
略韦拉，是西班牙加泰罗尼亚莱里达省的一个市镇。 总面积39平方公里，总人口218人（2001年），人口密度6人/平方公里。